# Mesorhopella
Mesorhopella is een geslacht van vliesvleugeligen uit de familie Encyrtidae. De wetenschappelijke naam van dit geslacht is voor het eerst geldig gepubliceerd in 1923 door Girault.

## Soorten
Het geslacht Mesorhopella omvat de volgende soorten:
- Mesorhopella emersoni Girault, 1923
- Mesorhopella longfellowi (Girault, 1915)
- Mesorhopella maculatipes (Girault, 1923)